# Яковенко, Александр Михайлович
Александр Михайлович Яковенко (1908 , поселок Вознесенск Актюбинского уезда Тургайской области, ныне село Вознесеновка Мартукского района Актюбинской области — ?) — советский деятель органов государственной безопасности, руководитель борьбы советской власти против УПА на территории Волынской области. Депутат Верховного Совета УССР 2-го созыва.

## Биография
Родился в семье украинского крестьянина-бедняка. В 1921 году окончил 2-х классное училище в Вознесенске. В июне 1924 — сентябре 1927 — работал в хозяйстве отца, а в сентябре 1927 — сентябре 1929 — работал в собственном хозяйстве в поселке Вознесенск.
В сентябре 1929 — июле 1932 — коммунар, заместитель председателя, председатель правления коммуны «Степь» Акбулакского района Казакской АССР.
Член ВКП (б) с ноября 1930 года.
В июле — сентябре 1932 — слушатель 2-месячных курсов советского строительства при ЦИК Казакской АССР в Алма-Ате. В сентябре 1932 — августе 1935 — студент Института советского строительства при ВЦИК в городе Казани.
В августе 1935 — апреле 1936 — инструктор Президиума Центрального исполнительного комитета Казакской АССР.
В апреле 1936 — августе 1938 гг. — заместитель председателя, председатель Талды-Курганского районного исполнительного комитета Казахской ССР.
В августе — ноябре 1938 — инструктор отдела советской торговли ЦК КП(б) Казахстана. В ноябре 1938 — апреле 1939 гг. — заместитель заведующего отделом советской торговли ЦК КП (б) Казахстана.
В апреле 1939 — марте 1941 гг. — начальник отдела кадров Народного комиссариата внутренних дел Казахской ССР. Одновременно, в мае 1940 — марте 1941 гг. — заместитель народного комиссара внутренних дел Казахской ССР по кадрам. В марте — августе 1941 гг. — заместитель народного комиссара государственной безопасности Казахской ССР по кадрам.
В августе 1941 — январе 1943 гг. — начальник Управления Народного комиссариата внутренних дел Казахской ССР по Алма-Атинской области. В декабре 1943 года откомандирован в распоряжение НКВД Украинской ССР.
В феврале 1944 — марте 1948 — начальник Управления Народного комиссариата-Министерства внутренних дел СССР по Волынской области.
В марте 1948 — январе 1952 — начальник Управления Министерства внутренних дел УССР по Одесской области. В января 1952 года зачислен в действующий резерв МВД и откомандирован в распоряжение 1-го Главного управления при Совете Министров СССР.
В январе 1952—1954 гг. — начальник 26-го отдельного дивизиона внутренней охраны Министерства государственной безопасности-Министерства внутренних дел СССР (военная часть № 51989). С апреля 1954 переведен в кадровый резерв Советской армии.

## Награды
- два ордена Трудового Красного Знамени (5.11.1940, «в связи с 20-летним юбилеем Казахской ССР, за достижения в развитии промышленности, сельского хозяйства, науки и искусства»; 23.01.1948)
- орден Отечественной войны 1-й ст. (10.04.1945)
- орден Богдана Хмельницкого 2-й ст. (20.10.1944)
- орден Красной Звезды (05.11.1954)
- 3 медали
- заслуженный работник НКВД (18.02.1946)